# Sopot (gmina Wełes)
Sopot (mac. Сопот) – wieś w centralnej Macedonii Północnej, administracyjnie i terytorialnie należąca do gminy Wełes. W 2002 roku liczyła 15 mieszkańców.

położenie wsi na mapie gminy

Według danych ze spisu powszechnego przeprowadzonego w 2002 roku, Sopot zamieszkiwało 15 osób deklarujących następującą narodowość: 
- Macedończycy – 15 (100%)